# Hugo Rodrigues
Hugo Rodrigues (São Paulo, 11 de abril de 1970) é um publicitário brasileiro, Executive Chairman da WMcCann , uma das maiores agências de publicidade do Brasil. Reconhecido como um dos profissionais mais influentes da publicidade, tem sido premiado e jurado em inúmeros festivais como o de Cannes, D&AD, London Festival, New York Festivals, One Show e Clube de Criação.

## Biografia
Hugo Rodrigues iniciou sua carreira aos 17 anos, como vendedor na Itamaraty Materiais de Limpeza, em Santos, e teve diversas profissões até conseguir uma vaga como redator publicitário em agências de propaganda como a CSK Publicidade, LKM Publicidade, Ideia 3, Mark Up Agência de Incentivos, Italo Bianchi, entre outras.
Somente aos 29 anos (em 1999), entrou para o time da Salles/DMB&B, como Redator Freelancer e foi promovido a cargos de Redator (em 2000), Supervisor de Criação (em 2002), Diretor de Criação (em 2004) e, em 2007, alcançou o cargo de Vice-Presidente de Criação das três agências da Publicis (que havia comprado a Salles em 2003): Publicis Brasil, Salles Chemistri e Publicis Dialog.
Em 2010, Hugo Rodrigues foi nomeado Chief Operating Officer (COO) & Chief Creative Officer (CCO) da Publicis, antes de assumir a presidência da agência, aos 43 anos (em 2014). Durante sua gestão como presidente, liderou uma das maiores viradas do mercado publicitário, levando a Publicis da 12º para a 2º posição no ranking das maiores agências do Brasil, acumulando conquistas importantes, com destaque para duas vitórias que mexeram com o mercado: as contas de Carrefour e Bradesco.
Estudioso do consumo e comportamento do consumidor, Rodrigues tem obsessão por resultado, é extremamente disciplinado, e entende que o anunciante quer e precisa de retorno rápido. Ao longo de sua carreira esteve por trás de campanhas das maiores marcas globais e nacionais, como Coca-Cola, Amazon, Chevrolet, Nestlé, Citibank, Heineken, Mastercard, TIM, Americanas, VIVO, L’Oreal, Seara, SBT, Banco do Brasil, Yakult, Walmart, Ambev, Medley, Procter&Gamble, CVC e Grupo Petrópolis – além das já citadas Carrefour e Bradesco.
Em 2014, foi eleito Profissional de Criação no Caboré, o mais importante prêmio da indústria da comunicação brasileira, e no ano seguinte foi nomeado um dos publicitários mais influentes do Brasil pela revista GQ. Em 2016, levou a Publicis ao inédito título de Agência do Ano no Caboré 2016 e entrou para o ranking dos Top 3 CEOs da Creativepool, rede social voltada para a indústria criativa global.
Em 2017, ganhou três dos 20 Leões de Cannes que coleciona, entre eles um Ouro pelo case The Cliché de Heineken. No mesmo ano, foi novamente vencedor do Prêmio Caboré, mas dessa vez na categoria Empresário ou Dirigente da Indústria da Comunicação, tendo concorrido com os finalistas Fabio Coelho, presidente do Google no Brasil, e João Livi, CEO da Talent Marcel. Em 2018, de forma inédita, foi novamente indicado para a mesma categoria.
Após construir sua trajetória na agência francesa, o executivo foi escolhido pelo grupo americano Interpublic, para suceder o Washington Olivetto no comando da WMcCann. Assumiu o cargo de CEO da agência no dia 16 de novembro de 2017.
Nomeado Ícone da Propaganda pelo Prêmio de Marketing Empresarial do Grupo Lide, Hugo Rodrigues transformou o perfil da agência, trazendo dados, criatividade e tecnologia para o centro da estratégia. Aumentou a diversidade no time, criou uma cultura de desenvolvimento profissional contínuo, e trouxe a filosofia de lutar pelos clientes como se luta por si mesmo. Com esse novo modelo de trabalho, a WMcCann foi escolhida para atender 11 novos clientes e apenas 9 meses, saltando do 15º para o 3º lugar no ranking de agências. Em 2021 e 2022, a WMcCann chegou ao 1º lugar do Brasil no ranking das agências do CENP-Meios.
Atento às transformações digitais e como isso impacta o comportamento, Hugo entende que o marketing e a criatividade precisam dos dados para trazer retornos rápidos e comprovados – já que vivemos uma era muito vocal, e desafiadora. Esse perfil contribuiu para que ele fosse eleito, em 2020, pela 2ª vez consecutiva, o Profissional de Agência Mais Admirado pelos Clientes, de acordo com o levantamento bianual Agency Scope. O estudo da consultoria espanhola Scopen é considerado o mais importante do setor e ouviu 147 profissionais de marketing. Hugo já havia sido eleito na mesma categoria do estudo anterior, feito em 2018, com 142 anunciantes. E em 2016 foi nomeado um dos cinco publicitários mais admirados.
Após três anos e meio na liderança da WMcCann e mirando acelerar a cultura de dados e tecnologia, Hugo Rodrigues anuncia em 12 de abril de 2021 a chegada do novo presidente da agência André França (Ex Vice-Presidente de Dados e Mídia da WMcCann) que assume oficialmente o comando da empresa no dia 1º de julho do mesmo ano. A partir dessa data, Rodrigues passa a ocupar a cadeira de Executive Chairman da WMcCann e Craft Brasil, com o objetivo de focar no posicionamento da agência para os próximos ciclos.
Em 2022, fundou a startup de estratégia e inovação Aldeiah, que nasceu especificamente para atender o Bradesco. Rodrigues mantem a mesma cadeira das outras empresas, com um núcleo de lideranças à frente da operação da startup. No mesmo ano, foi o único executivo de agência de publicidade na lista "Os 500 Mais Influentes da América Latina" da Bloomberg Línea e entrou para a lista "Game Changers" do Meio & Mensagem.
Em 2023, com a saída de André França da WMcCann, e buscando um olhar atento ao negócio dos clientes, Hugo promoveu Renata Bokel, que até então ocupava o cargo de COO & CSO (Chief Operating Officer & Chief Strategy Officer), a CEO. No mesmo ano, foi eleito LinkedIn Top Voice por seu trabalho de conteúdo baseado em dados e pesquisas.
Premiado nos principais festivais de publicidade do mundo, Hugo representou o Brasil como jurado em importantes premiações, como Cannes Lion Festival, em 2007 e 2016. Também foi jurado no D&AD, London Festival, New York Festivals, Lisbon International Advertising Festival, Effie Awards, FIAP, El Ojo, Ciclope e Anuário do CCSP.
Vencedor de 20 Leões em Cannes, sendo um Ouro para Coca-Cola em 2021 e o único Leão da história da L'Oréal no Brasil, em 2022, acumula outros 18 para clientes como Heineken, Chevrolet, Nestlé, P&G, Swatch e outros. Premiado com mais de 30 Effies, Hugo repete sempre aquilo em que mais acredita: “o resultado do cliente sempre será o nosso melhor prêmio”.
Por sua trajetória e experiência, tem sido convidado a ministrar palestras para profissionais do mercado de comunicação, marketing e negócios no Brasil e na América Latina. Desde 2006, Hugo Rodrigues atua como voluntário da Casa do Zezinho. Em 2023, integrou o Conselho Consultivo do UNICEF. No mercado privado, faz parte dos conselhos da Lupo, desde 2021, e do SBT, desde 2022.

## Prêmios e Reconhecimentos
- Os 500 mais influentes da América Latina 2022 pela Bloomberg Línea.[29]
- Game Changers 2022 pelo Meio & Mensagem.[30]
- Hall of Fame 2021 pela ABEMD[31][32]
- Profissional de Agência Mais Admirado Pelos Profissionais de Marketing 2018 pelo Agency Scope[33]
- Profissional de Agência Mais Admirado Pelos Executivos de Marketing e Pelos Profissionais de Agência 2018 pelo Agency Scope[33]
- Empresário ou Dirigente da Indústria de Comunicação 2017 pelo Prêmio Caboré[34][35][36]
- Profissional de Criação do Ano 2014 pelo Prêmio Caboré[37][38][39]
- One of the Top 3 CEOs of the World 2015 pelo Creativepool[40]